# Спросите Синди
«Спросите Синди» (англ. Good Advice — «хороший совет») — фильм, снятый режиссёром Стивом Рэшом. Слоган фильма — «From fixing stocks to fixing hearts».

## Сюжет
Биржевой маклер Райан Тёрнер попал в переплёт, неправильно оценив силы, он проиграл все деньги на бирже. Его девушка Синди ведёт колонку женских советов в местной газете. Она бросает его и уезжает в Бразилию. На время её отъезда, крайне нуждаясь в средствах, он решает писать вместо неё под её именем. Никто об этом не знает. Поначалу советы мужчины звучат шовинистически, однако ему удается настроиться на такой стиль ответов на письма читательниц, который и ждет публика от колонки женских советов. Через некоторое время Райану удается покорить полстраны советами, что значительно увеличивает тираж газеты. Параллельно он завоевывает сердце Пейдж, главного редактора той газеты, куда он пишет. Но тут неожиданно возвращается Синди, обнаружив Райана и Пейдж в одной постели.
Поскольку все полагают, что колонку вела именно она, Синди решает порвать отношения с Райаном. Она становится звездой и её пытается переманить в своё издание газетный магнат Симпсон. Райан поначалу полностью расстроен и подавлен, но вскоре понимает, что бездарная Синди быстро прогорит на новой работе. Он, предугадывая падение акций конкурентов и используя навыки брокера, обращает ситуацию в свою пользу. В концовке Райан и Пейдж помолвлены и Райан ведет колонку уже от своего имени.

## В ролях
| Актёр          | Роль                |
| -------------- | ------------------- |
| Чарли Шин      | Райан Эдвард Тёрнер |
| Энджи Хэрмон   | Пэйдж Хенсен        |
| Дениз Ричардс  | Синди Стайн         |
| Джон Ловитц    | Барри Шерман        |
| Розанна Аркетт | Кэтти Шерман        |
| Эстель Харрис  | Айрис               |
| Бэрри Ньюман   | Дональд Симпсон     |